# Atletism la Jocurile Olimpice de vară din 2024 - Triplusalt (masculin)

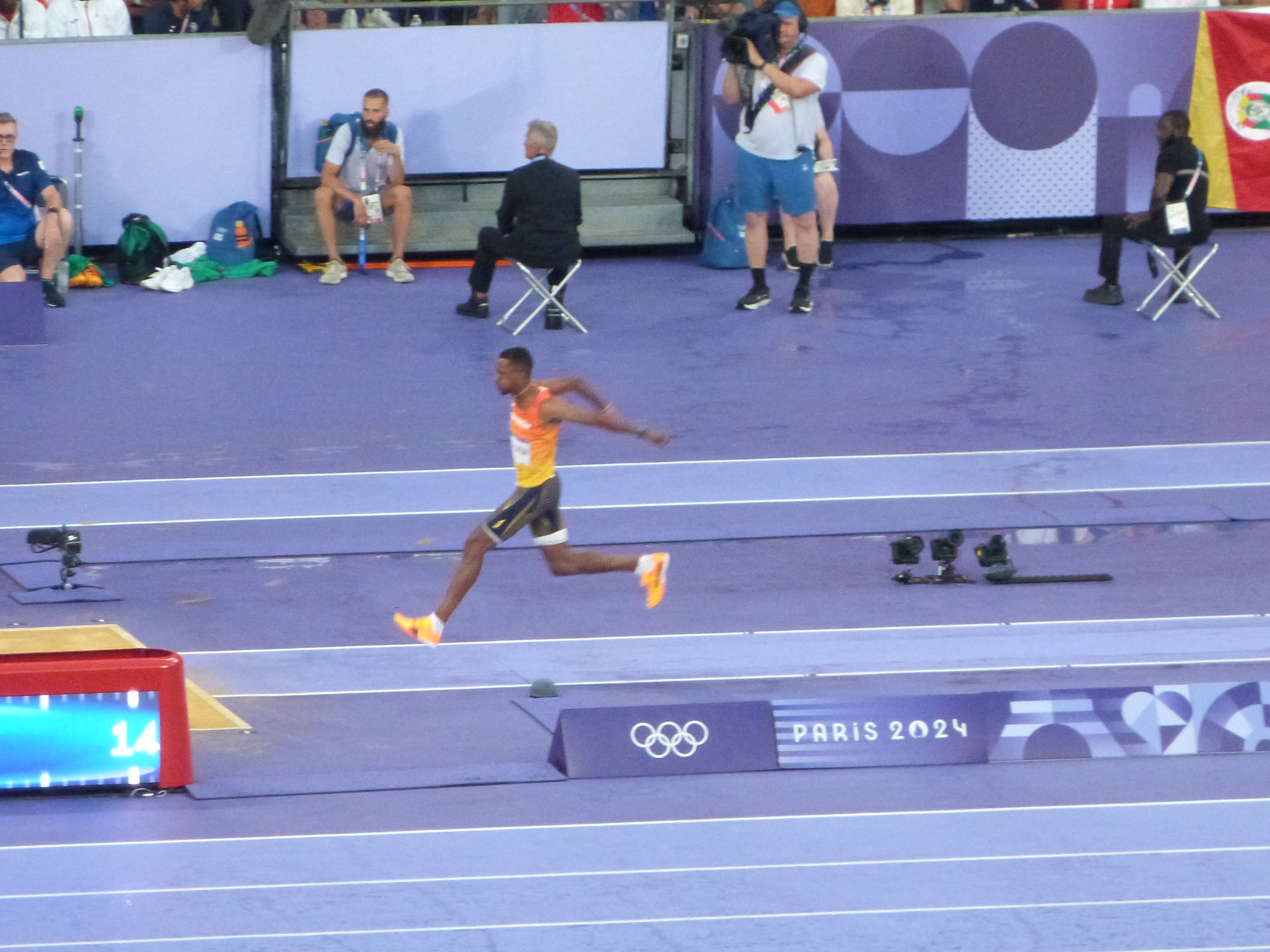
Atletism la Jocurile Olimpice de vară din 2024 – finală pentru triplu săritură masculin

Proba de atletism triplusalt masculin de la Jocurile Olimpice de vară din 2024 a avut loc în perioada 7 - 9 august 2024 pe Stade de France.

## Recorduri
Înaintea acestei competiții, recordurile mondiale și olimpice erau următoarele:
| Record           | Atlet                  | Timp    | Loc                    | Data          |
| ---------------- | ---------------------- | ------- | ---------------------- | ------------- |
| World record     | Jonathan Edwards (GBR) | 18,29 m | Göteborg, Suedia       | 7 august 1995 |
| Recordul olimpic | Kenny Harrison (USA)   | 18,09 m | Atlanta, Statele Unite | 27 iulie 1996 |

## Program
Orele sunt ora Franței (UTC+1) 
| Data                    | Oră   | Etapă      |
| ----------------------- | ----- | ---------- |
| Miercuri, 7 august 2024 | 19:15 | Calificări |
| Vineri, 9 august 2024   | 20:12 | Finala     |

## Rezultate

### Calificări
S-a calificat în finală orice sportiv care a sărit lungimea de 17,10 m (C) sau cele mai bune 12 rezultate (c).
| Loc | Grupă | Nume                 | Țară                       | 1     | 2     | 3     | Rezultat | Note |
| --- | ----- | -------------------- | -------------------------- | ----- | ----- | ----- | -------- | ---- |
| 1   | B     | Pedro Pichardo       | Portugalia                 | 17,44 | —     | —     | 17,44    | C    |
| 2   | A     | Jordan Díaz          | Spania                     | 17,24 | —     | —     | 17,24    | C    |
| 3   | B     | Salif Mane           | Statele Unite ale Americii | 17,16 | —     | —     | 17,16    | C    |
| 3   | A     | Hugues Fabrice Zango | Burkina Faso               | 17,16 | —     | —     | 17,16    | C    |
| 5   | A     | Almir dos Santos     | Brazilia                   | x     | 17,06 | x     | 17,06    | c    |
| 6   | B     | Jaydon Hibbert       | Jamaica                    | 16,99 | 16,95 | x     | 16,99    | c    |
| 7   | B     | Max Heß              | Germania                   | x     | 16,98 | 16,67 | 16,98    | c    |
| 8   | B     | Zhu Yaming           | China                      | 16,47 | 16,91 | 16,66 | 16,91    | c    |
| 9   | A     | Yasser Triki         | Algeria                    | x     | 16,85 | 16,77 | 16,85    | c    |
| 10  | B     | Connor Murphy        | Australia                  | 16,80 | 16,49 | 16,58 | 16,80    | c    |
| 11  | B     | Lázaro Martínez      | Cuba                       | 16,79 | 16,79 | 16,71 | 16,79    | c    |
| 12  | A     | Andy Díaz            | Italia                     | x     | 16,79 | 16,69 | 16,79    | c    |
| 13  | A     | Jean-Marc Pontvianne | Franța                     | x     | 16,79 | x     | 16,79    |      |
| 14  | A     | Donald Scott         | Statele Unite ale Americii | 16,58 | 16,77 | 16,74 | 16,77    |      |
| 15  | B     | Thomas Gogois        | Franța                     | 16,67 | 14,63 | 16,77 | 16,77    |      |
| 16  | B     | Su Wen               | China                      | 16,21 | 16,70 | x     | 16,70    |      |
| 17  | A     | Andy Hechavarría     | Cuba                       | x     | 15,86 | 16,70 | 16,70    |      |
| 18  | B     | Cristian Nápoles     | Cuba                       | 16,28 | 16,67 | 16,39 | 16,67    |      |
| 19  | B     | Andrea Dallavalle    | Italia                     | 16,65 | 13,44 | 16,48 | 16,65    |      |
| 20  | B     | Emmanuel Ihemeje     | Italia                     | 16,39 | 15,65 | 16,50 | 16,50    |      |
| 21  | B     | Abdulla Aboobacker   | India                      | 15,99 | 16,19 | 16,49 | 16,49    |      |
| 22  | B     | Russell Robinson     | Statele Unite ale Americii | 16,47 | 16,37 | 16,21 | 16,47    |      |
| 23  | B     | Geiner Moreno        | Columbia                   | 16,32 | 15,88 | 16,40 | 16,40    |      |
| 24  | A     | Jordan Scott         | Jamaica                    | x     | 16,36 | 15,97 | 16,36    |      |
| 25  | A     | Tiago Pereira        | Portugalia                 | 15,84 | 15,96 | 16,36 | 16,36    |      |
| 26  | A     | Kim Jang-woo         | Coreea de Sud              | 15,66 | 16,14 | 16,31 | 16,31    |      |
| 27  | A     | Praveen Chithravel   | India                      | 15,99 | 16,25 | 16,21 | 16,25    |      |
| 28  | A     | Jah-Nhai Perinchief  | Insulele Bermude           | x     | 16,14 | 16,23 | 16,23    |      |
| 29  | A     | Leodan Torrealba     | Venezuela                  | 16,18 | x     | 15,44 | 16,18    |      |
| 30  | A     | Ethan Olivier        | Noua Zeelandă              | 16,16 | 15,91 | 15,98 | 16,16    |      |
| 31  | A     | Fang Yaoqing         | China                      | x     | x     | 15,85 | 15,85    |      |
| 32  | B     | Necati Er            | Turcia                     | 13,65 | x     | x     | 13,65    |      |

### Finala
| Loc | Atlet                | Țară                       | 1     | 2     | 3     | 4            | 5            | 6            | Rezultat | Note |
| --- | -------------------- | -------------------------- | ----- | ----- | ----- | ------------ | ------------ | ------------ | -------- | ---- |
| 1   | Jordan Díaz          | Spania                     | 17,86 | 17,64 | 17,85 | 17,84        | 17,25        | —            | 17,86    |      |
| 2   | Pedro Pichardo       | Portugalia                 | 17,79 | 17,84 | x     | 17,52        | —            | 17,81        | 17,84    |      |
| 3   | Andy Díaz            | Italia                     | 17,63 | 17,33 | —     | —            | x            | 17,64        | 17,64    | SB   |
| 4   | Jaydon Hibbert       | Jamaica                    | 17,31 | 17,61 | 17,53 | x            | x            | —            | 17,61    |      |
| 5   | Hugues Fabrice Zango | Burkina Faso               | 17,43 | 16,14 | 17,25 | 16,05        | 17,50        | x            | 17,50    |      |
| 6   | Salif Mane           | Statele Unite ale Americii | 17,28 | 16,63 | 17,02 | x            | 17,19        | 17,41        | 17,41    |      |
| 7   | Max Heß              | Germania                   | 16,50 | 16,92 | 17,38 | x            | x            | 17,07        | 17,38    | SB   |
| 8   | Lázaro Martínez      | Cuba                       | 17,00 | x     | 17,34 | 13,35        | x            | 16,63        | 17,34    | SB   |
| 9   | Yasser Triki         | Algeria                    | x     | 17,05 | 17,22 | nu a avansat | nu a avansat | nu a avansat | 17,22    |      |
| 10  | Zhu Yaming           | China                      | x     | 16,76 | x     | nu a avansat | nu a avansat | nu a avansat | 16,76    |      |
| 11  | Almir dos Santos     | Brazilia                   | 16,41 | x     | 16,28 | nu a avansat | nu a avansat | nu a avansat | 16,41    |      |
| 12  | Connor Murphy        | Australia                  | 15,99 | 16,30 | 16,11 | nu a avansat | nu a avansat | nu a avansat | 16,30    |      |